# Gekko japonicus
Gekko japonicus ist eine Geckoart der Gattung Gekko, die in Ostasien verbreitet ist.

## Merkmale
Gekko japonicus hat einen schmalen Schwanz der etwas weniger als die Hälfte der Körperlänge ausmacht und dunkle Querstreifen aufweist. Die Schnauze ist kurz mit runden Nasenlöchern, die jeweils vom Rostralschild, dem ersten Unterlippenschild und drei weiteren kleinen Schuppen umgeben sind. Um das Rostralschild liegen elf quadratische Unterlippenschilde und zehn pentagonförmige am Rand des Kinns. Darunter liegen sechs bis sieben hexagonale Schuppen, wovon zwei länglicher geformt sind. Im Ober- und Unterkiefer befinden sich jeweils 40 bis 42 scharfe Zähne. Der Gehörgang ist oval und nicht sehr offen. Die Schuppen sind vor allem am Hals, am Rumpf, auf der Oberseite der Hinterfüße und Unterseite der Vorderfüße extrem fein bis körnig. Die Männchen weisen eine Querreihe von sieben bis acht Analschuppen auf sowie vier stumpfe Tuberkel auf jeder Seite des Schwanzansatzes. Als nachtaktive Art haben die Augen von Gekko japonicus eine hohe Lichtempfindlichkeit, reduziertes Farbsehen und multifokale Linsen. Gleichzeitig ist der Geruchssinn gut entwickelt.
Der Karyotyp der Art besteht aus 2n=38 Chromosomen. Das Genom der Art wurde 2015 von Liu et al. sequenziert.

## Lebensweise
Wie andere Geckoarten legt auch Gekko japonicus kalkschalige Eier. Die nachtaktive Art ernährt sich hauptsächlich von Insekten. Geeignete Lebensräume findet sie vor allem an felsigen Küstengebieten und in urbanen Regionen.

## Verbreitungsgebiet
Die Art ist in Ostchina, Südkorea und Japan verbreitet. In China kommt sie von der Küste aus nach Westen bis Ost-Sichuan vor und nördlich bis zu den Provinzen Shaanxi und Gansu. In Japan kommt sie auf den südlichen drei Hauptinseln Honshū, Shikoku und Kyūshū vor sowie noch weiter südlich auf der vorgelagerten Insel Yakushima und den Ryūkyū-Inseln.

## Gefährdungsstatus
Die IUCN stuft Gekko japonicus aufgrund des großen Verbreitungsgebietes und des stabilen Bestands als nicht gefährdet (least concern) ein. In China wird die Art für traditionelle chinesische Medizin verwendet.

## Systematik
Die Art wurde 1836 von dem deutschen Ornithologen und Herpetologen Hermann Schlegel unter dem Taxon Platydactylus japonicus erstbeschrieben. Gekko japonicus ist die Typusart der Untergattung Japonigekko innerhalb der Gattung Gekko.

## Galerie

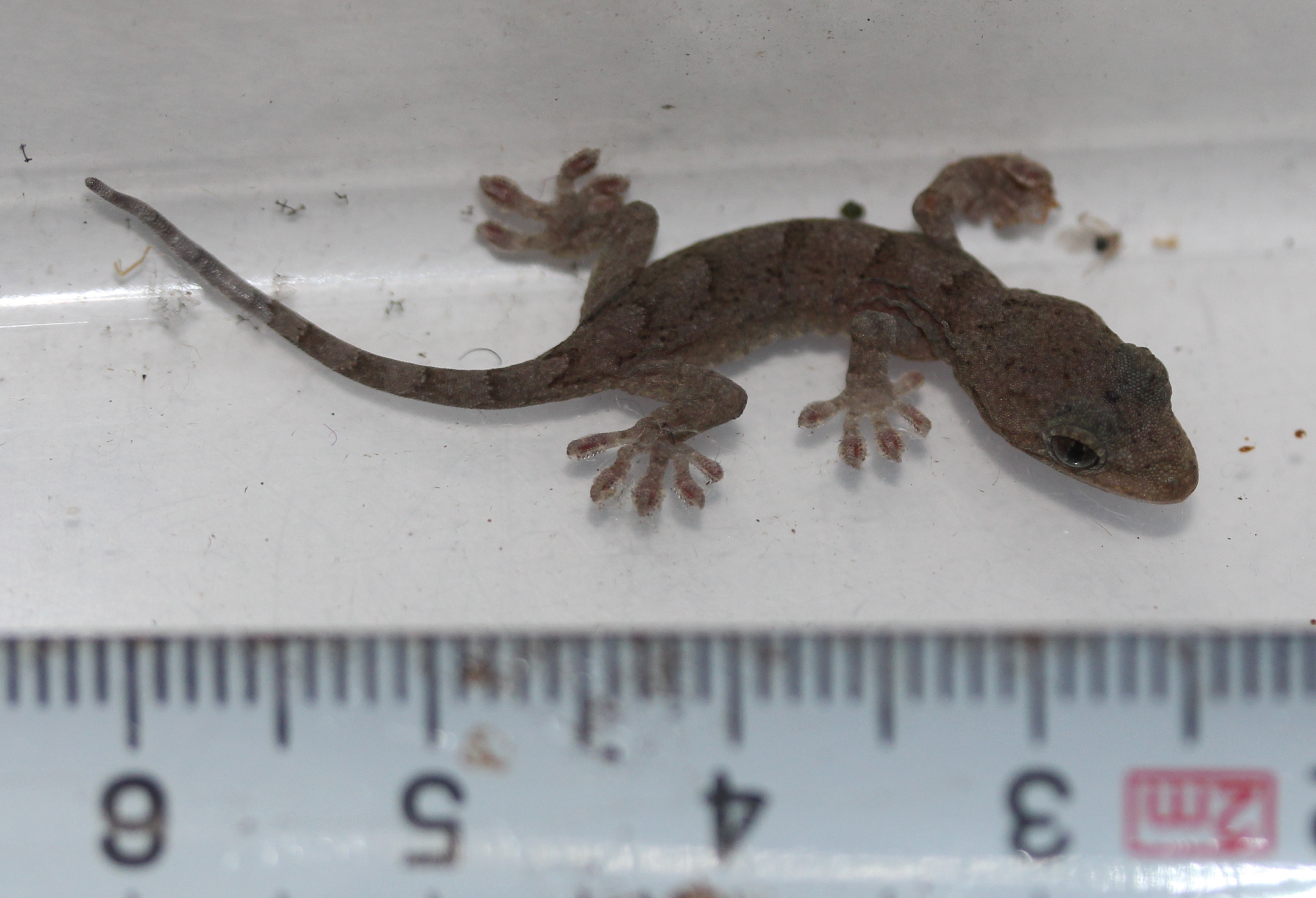
Jungtier
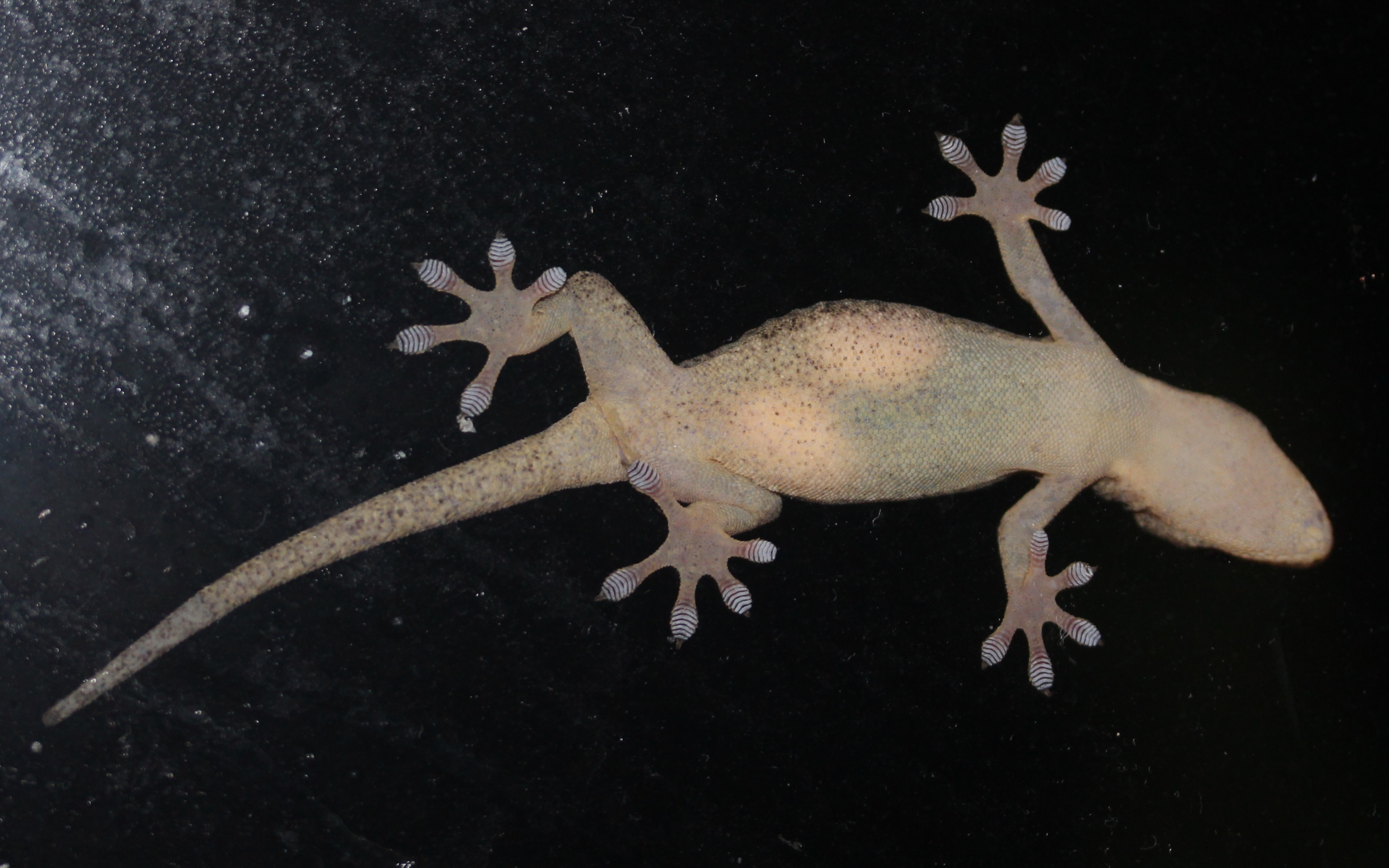
Ventralansicht
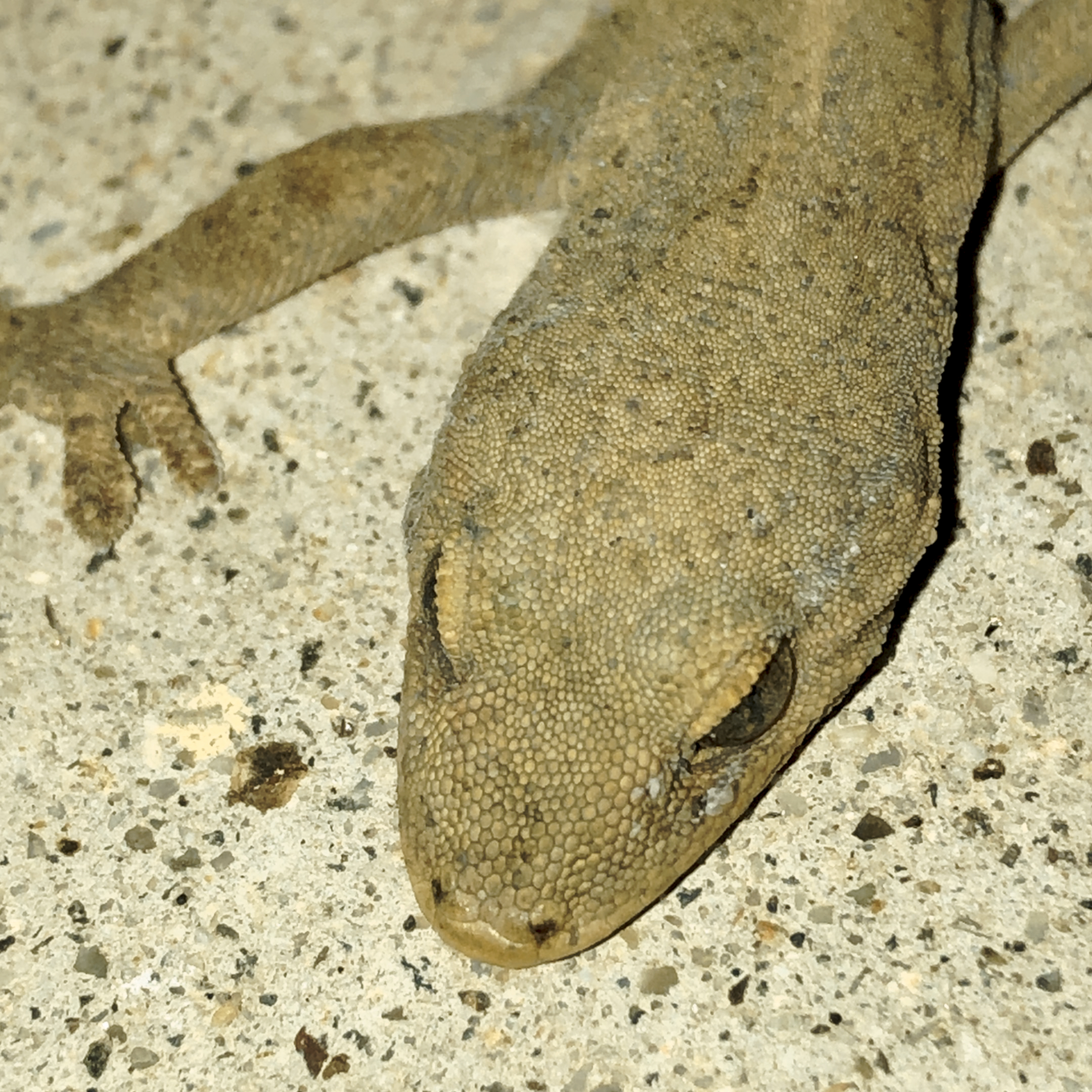
Kopf
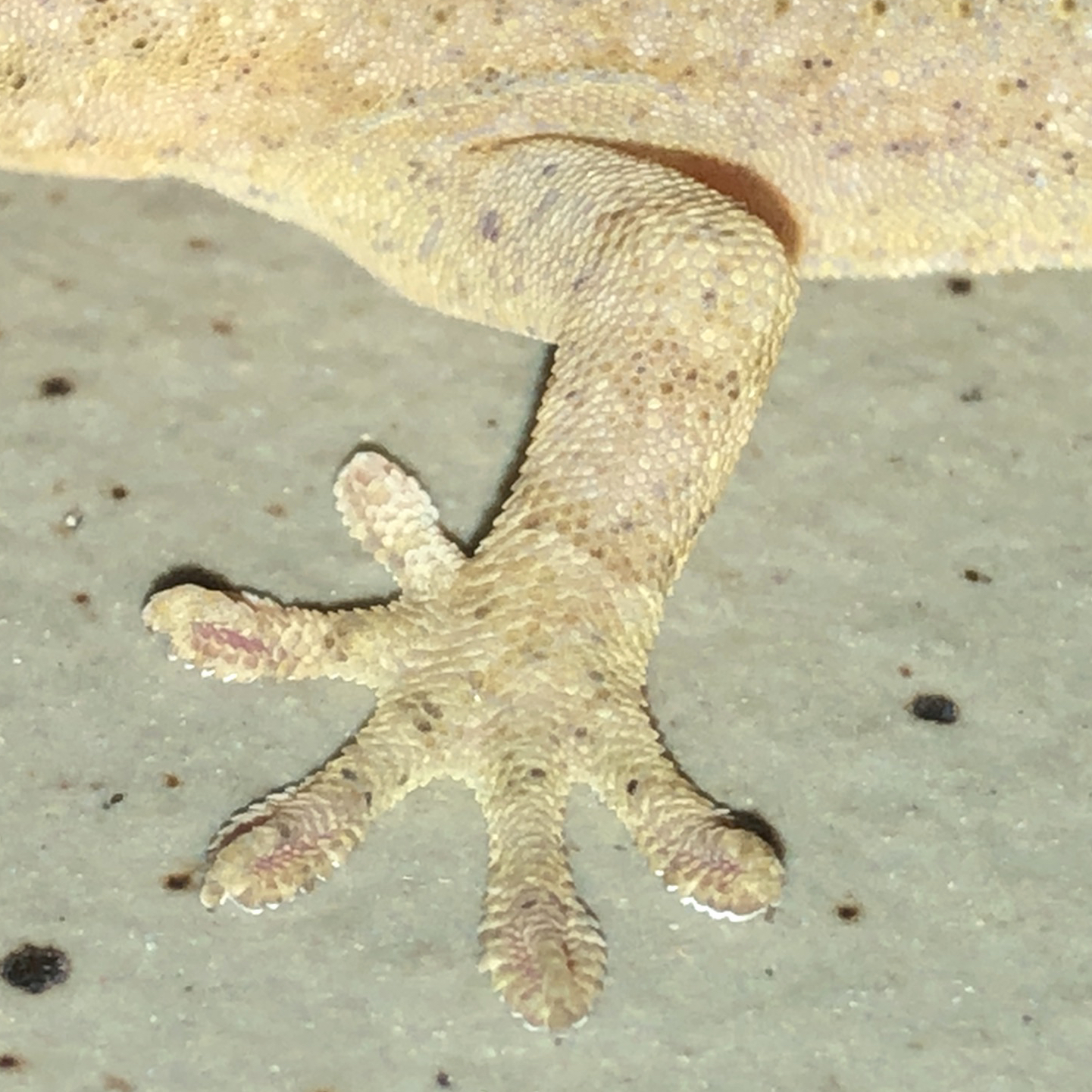
Fuß
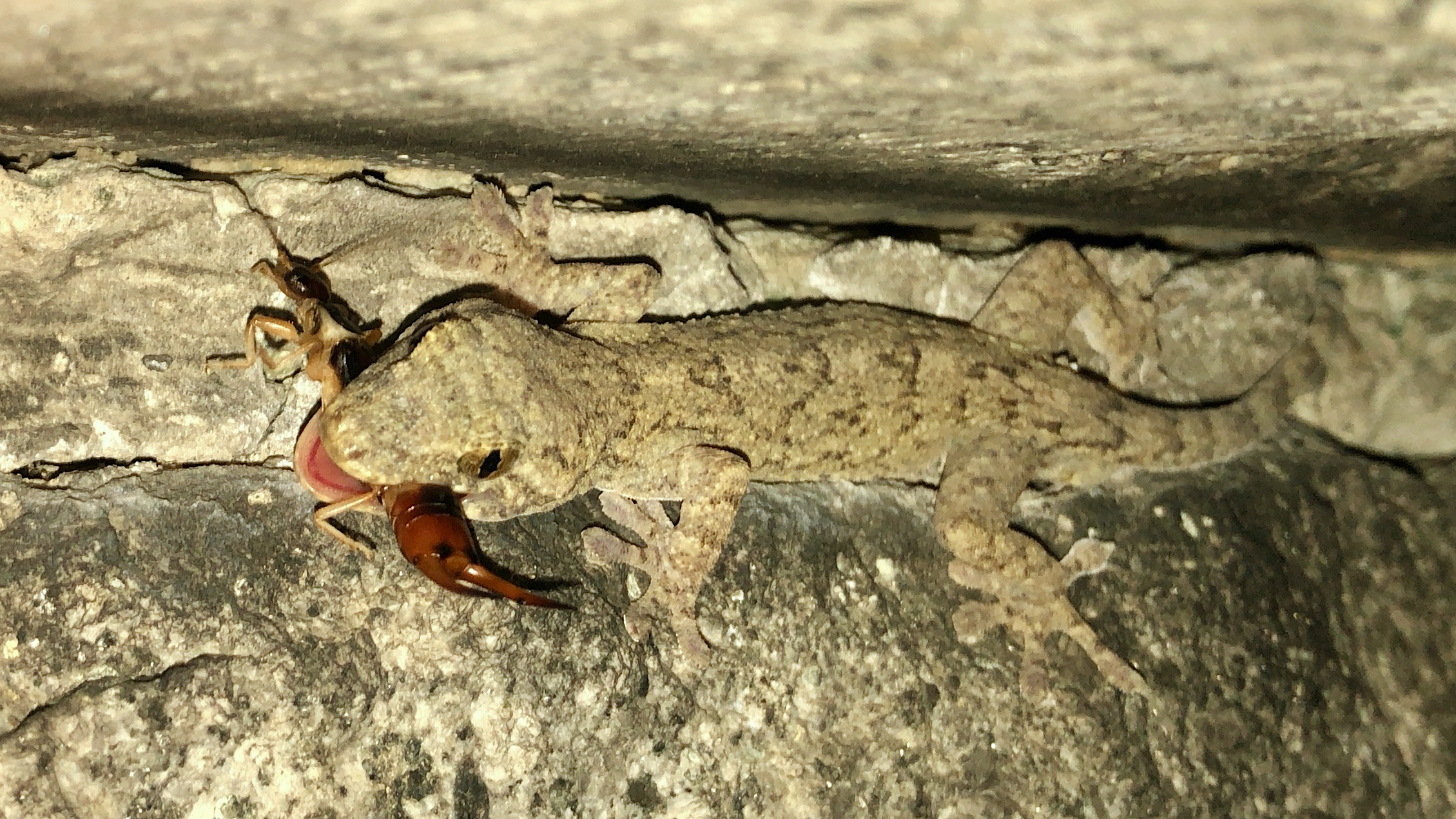
Mit Ohrwurm als Beute
- Gekko japonicus in Japan